# 伊勢崎市議会
伊勢崎市議会（いせさきしぎかい）は、群馬県伊勢崎市に設置されている地方議会である。

## 概要

### 任期
4年

### 定数
30人

### 所在地
群馬県伊勢崎市今泉町二丁目410番地
伊勢崎市役所議事堂

### 委員会
- 議会運営委員会

#### 常任委員会
- 総務委員会
- 文教福祉委員会
- 経済市民委員会
- 建設水道委員会

#### 特別委員会
- 予算特別委員会
- 決算特別委員会
- 公共施設のあり方調査特別委員会
- 少子高齢対策特別委員会
- 地域交通対策調査特別委員会
- 議会改革推進特別委員会

### 定例会
- 年4回実施[2]
  - 3月
  - 6月
  - 9月
  - 12月

### 事務局
- 議会事務局
  - 庶務課
    - 庶務係

  - 議事調査課
    - 議事係
    - 調査係

## 会派
| 会派名           | 議員数 | 所属党派   | 議員名（◎は代表者） | 女性議員数 | 女性議員の比率(%) |
| ---------------- | ------ | ---------- | --- | ---------- | ----------------- |
| 伊勢崎クラブ     | 17     | 無所属     | ◎野田文雄 田島勉 鈴木良尚 吉山勇 新井智 馬庭充裕 新藤靖 長沼宏泰 宮田芳典 山越清彦 大木光 藤生浩二 佐藤智則 椎名三生 飯島学 定方宏允 柳敦志 | 0          | 0                 |
| 有志会           | 4      | 無所属     | ◎田村幸一 堀地和子 小暮笑鯉子 高橋宜隆 | 2          | 50                |
| 公明党           | 3      | 公明党     | ◎内田彰 手島良市 田部井美晴 | 1          | 33.33             |
| 日本共産党議員団 | 2      | 日本共産党 | ◎北島元雄 長谷田公子 | 1          | 50                |
| 無会派           | 4      | 無所属     | 多田稔 栗原真耶 高橋利昌 江原智淳 | 1          | 25                |
| 合計             | 30     |            | | 5          | 16.66             |

## 歴史

### 沿革
- 2019年2月 - 市議に対して、従来の「出産」理由だけでなく、労働基準法に準じた「産前６週間（多胎妊娠の場合は１４週間）、産後８週間まで」の「産休」を認める会議規則改正案を全会一致で可決した。[3]。

### 定数の推移
「伊勢崎市議会議員定数条例」によって定数が決められている。
- 2005年（平成17年）1月1日合併在任特例 - 83人
- 2006年（平成18年）4月23日選挙 - 83人→34人
- 2010年（平成22年）4月25日選挙 - 34人→32人
- 2014年（平成26年）4月27日選挙 - 32人→30人

## 主な出身者
- 石関貴史（衆議院議員）
- 井野俊郎（衆議院議員・現職）
- 久保田円次（衆議院議員）
- 矢内一雄（9代目旧伊勢崎市長・初代伊勢崎市長）
- 臂泰雄（3代目伊勢崎市長・現職）